# Тиоцианат магния
Тиоцианат магния — неорганическое соединение,
соль магния и роданистоводородной кислоты с формулой Mg(SCN)2,
бесцветные кристаллы,
растворяется в воде,
образует кристаллогидраты.

## Получение
- Обменная реакция сульфата магния и тиоцианата бария:

{\displaystyle {\mathsf {MgSO_{4}+Ba(SCN)_{2}\ {\xrightarrow {}}\ Mg(SCN)_{2}+BaSO_{4}\downarrow }}}
- Нагревание сероуглерода с аммиаком и окисью магния в автоклаве при 160°С.

## Физические свойства
Тиоцианат магния образует бесцветные кристаллы.
Растворяется в воде и этаноле.
Образует кристаллогидрат состава Mg(SCN)2•4H2O.